# Bille Brown
William Gerard „Bille“ Brown; AM (* 11. Januar 1952 in Biloela, Queensland; † 13. Januar 2013 in Chermside bei Brisbane, Queensland) war ein australischer Film- und Theaterschauspieler.

## Leben
Nach dem Schulbesuch studierte Bille Brown von 1969 bis 1971 Theaterwissenschaften an der University of Queensland. Er erhielt seinen Bachelor of Arts. Kurze Zeit später, im Jahr 1971, sammelte er in der Queensland Theatre Company erste Erfahrungen als Schauspieler – an seiner Seite der spätere australische Oscarpreisträger Geoffrey Rush.
1976 zog Brown nach England, wo er Mitglied der Royal Shakespeare Company (RSC) wurde und zunächst in Stratford-upon-Avon und später in London auf der Bühne wirkte. 1981 war Brown der erste australische Schauspieler, der in der konservativ britischen RSC sein eigenes Theaterstück, das Pantomimestück The Swan Down Gloves, in Szene setzte. Auch ging er ins Ausland auf Tournee und spielte an Theatern in Paris, München, Berlin und Wien.
1982 zog Brown in die Vereinigten Staaten, wo er Artist in Residence an der State University of New York wurde. 1984 feierte er im Stück A Christmas Carol am Broadway Premiere. In den kommenden Jahren wechselte Brown oftmals seinen Wohn- und Wirkungsort und lebte in New York City, aber auch in London und Sydney. Erst im Jahr 1996 hat Brown seinen permanenten Wohnsitz nach Australien verlegt; er lebte in Ascot im Bundesstaat Queensland.
Brown begann im Vergleich zu anderen Schauspielern relativ spät als Filmschauspieler zu arbeiten; der erste Film, in dem er zu sehen war, war die Filmkomödie Wilde Kreaturen aus dem Jahr 1997. Nach einer Nebenrolle in Oscar und Lucinda, ebenfalls im Jahr 1997, stand er 1999 für die australische Fernsehserie Big Sky vor der Kamera. Danach folgten Auftritte in Fernseh- und Kurzfilmen, die überwiegend in Australien populär wurden. Internationale Aufmerksamkeit erfuhr er 2010, als er eine Hauptrolle im Fantasyfilm Die Chroniken von Narnia: Die Reise auf der Morgenröte verkörperte.
2011 wurde Brown Member des Order of Australia.
Bille Brown starb zwei Tage nach seinem 61. Geburtstag, am 13. Januar 2013, an Darmkrebs.

## Filmografie (Auswahl)
- 1997: Wilde Kreaturen (Fierce Creatures)
- 1997: Oscar und Lucinda (Oscar and Lucinda)
- 1999: Passion – Extreme Leidenschaft (Passion)
- 2000: Walk the Talk
- 2001: The Dish – Verloren im Weltall (The Dish)
- 2001: Der Mann, der Gott verklagte (The Man Who Sued God)
- 2002: Dirty Deeds – Dreckige Geschäfte (Dirty Deeds)
- 2008: Dying Breed
- 2010: Die Chroniken von Narnia: Die Reise auf der Morgenröte (The Chronicles of Narnia: The Voyage of the Dawn Treader)
- 2011: Killer Elite